# Pristimantis carmelitae
Pristimantis carmelitae là một loài động vật lưỡng cư trong họ Strabomantidae, thuộc bộ Anura. Loài này được Ruthven mô tả khoa học đầu tiên năm 1922.
Chúng là loài đặc hữu của Colombia. Môi trường sống tự nhiên của nó là các khu rừng vùng núi ẩm nhiệt đới hoặc cận nhiệt đới và sông. Loài này đang bị đe dọa do mất môi trường sống.